# Сико, Одетт
Одетт Сико (14 июля 1899 — 31 августа 1984) — французская автогонщица, участвовавшая в гонках на выносливость и в ралли в 1920-х и 1930-х годах. В гонке «24 часа Ле-Мана» 1932 года выиграла в классе 2 литра и заняла четвёртое место в общем зачёте, став самой результативной гонщицей в истории «24 часов Ле-Мана». Сико участвовала в четырёх гонках «24 часа Ле-Мана».

## Гоночная карьера
Сико начала время от времени участвовать в автогонках в конце 1920-х годов. Она стала участницей с самым высоким местом среди женщин на сегодняшний день в гонке «24 часа Ле-Мана», когда заняла четвёртое место в абсолютном зачёте в гонке 1932 года (и стала победительницей в классе 2L), участвовала в «24 часах Ле-Мана» четыре раза: в 1930 году, в 1931 году, в 1932 году и 1933 году (случайно — Абд. против даже второго пилота (Сабипа) на его Alfa Romeo 6C 1750 1,9 л I6 с компрессором).
С 1933 года её карьера больше склонялась к ралли и участию в женской гонке Париж-Сен-Рафаэль с Хелле Ницца, а в 1935 году — в ралли Монте-Карло (в качестве второго пилота Симоны Луизы Форест). В 1936 году управляла Bugatti во время Critérium de Paris-Nice (финал 86).
В 1937 году участвовала в скоростных испытаниях в течение десяти дней (с 19 по 29 мая) на кольцевой трассе Монлери от имени моторных масел Yacco в качестве «дорожного капитана» четырех женщин, в том числе Хелле Найс Симоне из Фореста и Клэр Десколлас, которые затем побили 25 мировых рекордов (10 на выносливость и 15 в группе C International, некоторые из которых до сих пор не побиты) в гонке, которая иногда была сложной между ними. Они прошли более 30 000 км со средней скоростью 140 км/ч. Их транспортным средством был Ford «Matford» Mathis с двигателем V8 объемом 3600 см3, который механики команды прозвали «Клэр» (возможно, самой мисс Десколлас на первых сессиях, потому что он был прочным в течение 1 дня).
В 1939 году, всё ещё управляя «Мэтфордом», вернулась во второй раз в Монте-Карло с Луизой Ламберджек в качестве второго пилота: стартовав из Таллинна, две женщины закончили гонку 18-ми после очень тяжёлого начала года. Вторая мировая война окончательно прервала ее карьеру в гонках.